# FlyGeorgia
FlyGeorgia (Georgisch: ფლაი ჯორჯია) was tussen 2011 en 2013 een Georgische luchtvaartmaatschappij met uitvalsbasis luchthaven Tbilisi, die zich richtte op vluchten naar Europa, het Midden-Oosten en Zuid-Azië. In oktober 2013 werd de exploitatievergunning opgeschort, nadat bleek dat de luchtvaartmaatschappij gebruikt werd voor Iraanse sanctie-ontduiking.

## Geschiedenis

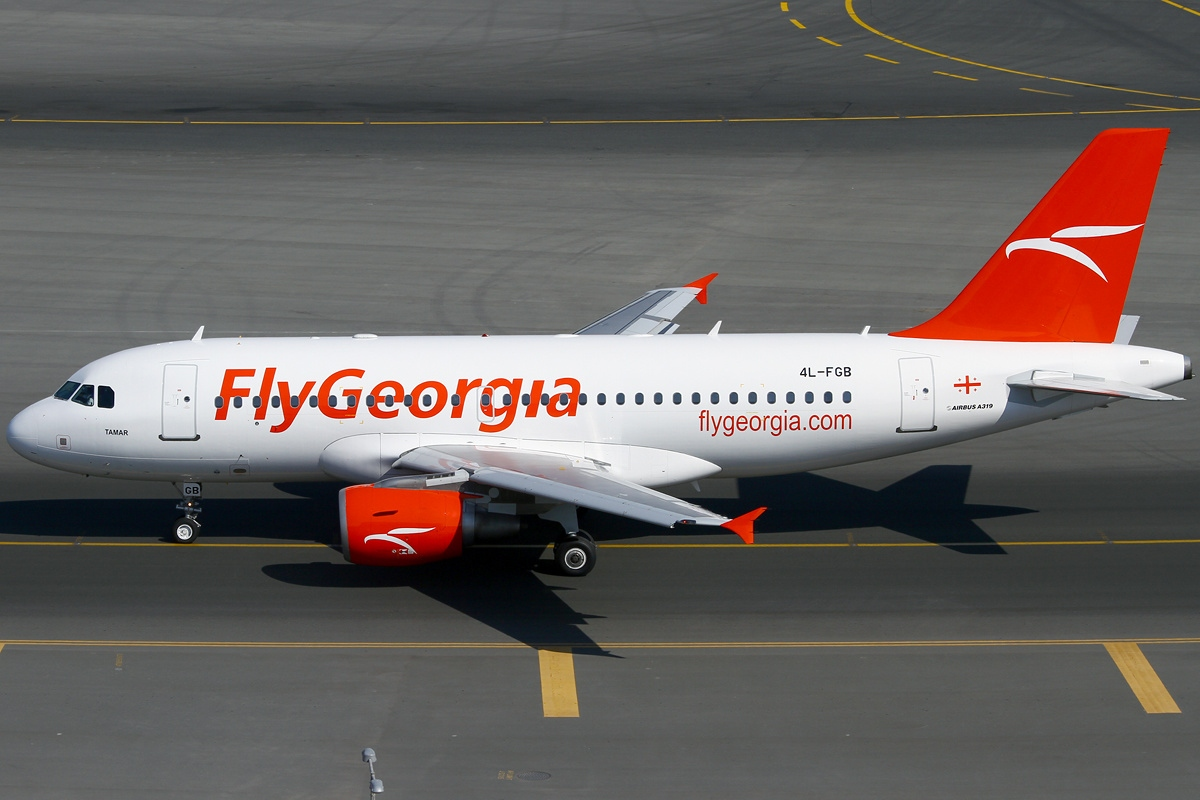
Airbus A319 (4L-FGB) in Dubai

FlyGeorgia werd opgericht door drie Iraanse zakenmannen, via hun in Liechtenstein gevestigde investeringsfonds, en werd op 13 mei 2011 geregistreerd. De oprichting van FlyGeorgia was een van de vele Iraanse investeringen die voortkwamen uit het beleid van de Georgische president Micheil Saakasjvili rond 2010 om de economische banden te versterken en investeringen aan te trekken.
De maatschappij begon op 3 augustus 2012 met lijnvluchten op de binnenlandse route Tbilisi - Batoemi, die het snel opschroefde naar een dagelijkse frequentie in concurrentie met de nationale luchtvaartmaatschappij. Het had hiervoor een Airbus A319-100 van het Nederlandse AerCap geleased. Nog diezelfde maand begonnen de internationale vluchten op Antalya en Teheran. Vanaf eind september 2012 werd Amsterdam twee keer per week aangevlogen, tot het een half jaar later verruild werd voor Düsseldorf, en werden in winter en voorjaar 2013 Dubai en Kiev toegevoegd. Om dit uit te kunnen voeren en meer bestemmingen toe te kunnen voegen werd in najaar 2012 de lease van nog twee toestellen vastgelegd, waarvan de eerste in november 2012 in gebruik werd genomen. In juni 2013 begonnen lijnvluchten op Brussel, en werden Jerevan en Aqtau aangekondigd.
Nadat in juni 2013 de Wall Street Journal gewag maakte dat de Amerikaanse autoriteiten de golf van Iraanse investeringen in Georgië met argusogen volgden met verdenkingen van sanctieontduiking, begon de neergang van de maatschappij. De drie oprichters van FlyGeorgia hadden een spoor van investeringen in Georgië achtergelaten, waaronder een belangrijke bank. De drie zakenmannen zouden banden hebben met het Iraanse regime, en zouden met hun investeringen in Georgië de internationale sancties tegen het regime proberen te omzeilen. In september 2013 werden kort na elkaar beide toestellen van FlyGeorgia op het vliegveld van Brussel in beslag genomen, officieel vanwege uitstaande rekeningen aan verhuurder AerCap.
Giorgi Kodoea, voormalig directeur van Sky Georgia en voorzitter van de Georgische beroepsvereniging van de Georgische burgerluchtvaart zag hierin echter de hand van de Verenigde Staten. De toestellen werden naar Woensdrecht overgevlogen, en kwamen terug in het beheer van AerCap. FlyGeorgia moest hierdoor ad hoc een toestel huren, een Boeing 737 van het Slowaakse Go2Sky. Eind september 2013 contracteerde FlyGeorgia nog een Boeing 737-400 van het in Dubai gevestigde Eastern SkyJets, maar op 16 oktober 2013 trok de Georgische burgerluchtvaartautoriteit de Air operator's certificate van FlyGeorgia in. De drie oprichters van FlyGeorgia werden in 2014 op de Amerikaanse sanctielijst gezet, en FlyGeorgia beëindigde de activiteiten.

## Bestemmingen
FlyGeorgia voerde vanaf Tbilisi vluchten uit naar Batoemi, Amsterdam, Antalya, Baghdad, Brussel, Dubai, Düsseldorf,  Kiev en Teheran. Verschillende andere bestemmingen werden aangekondigd, maar werden niet gematerialiseerd.

## Vloot
De vloot van FlyGeorgia bestond uit:
| Type            | Registratie | Van          | Tot           | Passagiers | Passagiers | Passagiers | Opmerkingen                            |
| Type            | Registratie | Van          | Tot           | J          | Y          | Totaal     | Opmerkingen                            |
| --------------- | ----------- | ------------ | ------------- | ---------- | ---------- | ---------- | -------------------------------------- |
| Airbus A319-100 | 4L-FGA      | 27 juli 2012 | 11 sept. 2013 | 8          | 132        | 140        | In beslag genomen op Brussels Airport. |
| Airbus A319-100 | 4L-FGB      | 21 nov. 2012 | mei 2013      | 12         | 96         | 108        |                                        |
| Airbus A320-100 | 4L-FGC      | 4 jan. 2013  | 1 sept. 2013  |            |            |            | In beslag genomen op Brussels Airport. |
| Totaal          | 3           |              |               |            |            |            |                                        |